# هامورا (طوكيو)

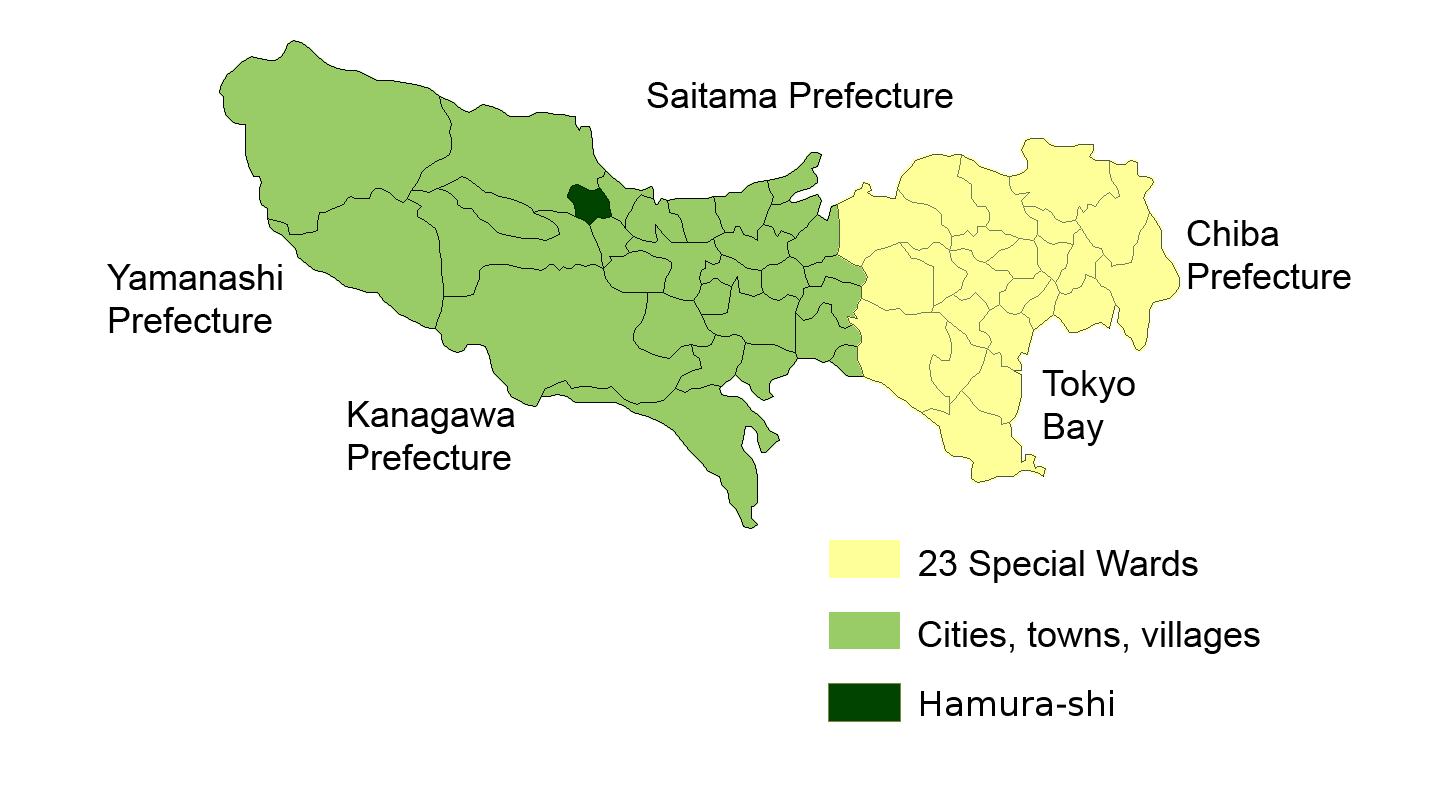
موقع مدينة هامورا ضمن محافظة طوكيو

مدينة هامورا (باليابانية: 羽村市 هامورا-شي) هي مدينة تقع في الجزء الغربي من طوكيو، اليابان.
في عام 2003، وصل التعداد السكاني للمدينة إلى 56,091 نسمة والكثافة السكانية 5,660.04 نسمة في الكيلومتر مربع، والمساحة الإجمالية 9.91 كم مربع. تم تأسيس المدينة في الأول من نوفمبر 1991.

## أعلام
- يوزو كوباياشي

## وصلات خارجية
- موقع مدينة هامورا باللغة اليابانية